# Comitatul Turda (Torda)

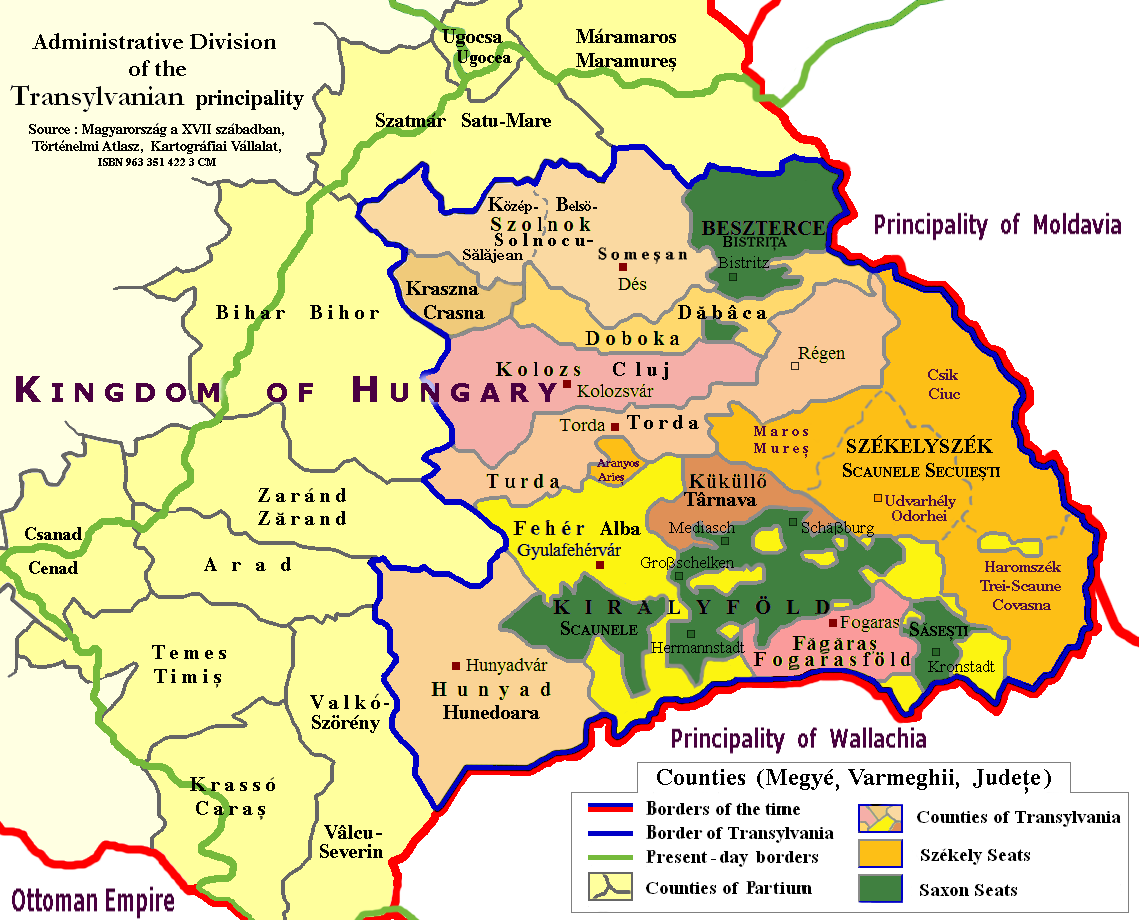
Comitatul "Turda" pe harta împărţirii administrative a Transilvaniei medievale

Comitatul Turda (în maghiară Torda vármegye, în germană Komitat Thorenburg) a fost o unitate administrativă a Regatului Ungariei, care a funcționat din secolul al XII-lea și până la reforma administrativă din 1784, apoi din nou în perioada 1867-1918. Capitala comitatului a fost orașul Turda (în maghiară Torda).

## Istorie
Comitatul medieval Turda format în secolul XI dispare în 1784 odată cu împărțirea în Bezirke decisă de împăratul habsburgic Iosif al II-lea, apoi este restabilit în cadrul Regatului Ungar, sub denumirea de Turda-Arieș, cu un teritoriu mai concentrat (sud-vestul vechiului comitat medieval), prin reforma administrativă legată de constituirea Imperiului Austro-Ungariei în 1876, care desființează Marele-Principat al Transilvaniei.
În 1918, urmată fiind de confirmarea Tratatului de la Trianon din 1920, comitatul, odată cu întreaga Transilvanie istorică, a devenit parte a României. În perioada 1940-1944, comitatul a devenit frontalier cu ținutul ocupat de Ungaria în urma Dictatului de la Viena.